# Лал Бахадур Шастри
Лал Бахадур Шастри (енгл. Lal Bahadur Shastri; 2. октобар 1904 – 11. јануар 1966) је био индијски државник, премијер Републике Индије после Џавахарлала Нехруа, и лидер партије Индијског националног конгреса.

## Биографија
Био је члан покрета Махатме Гандија против британске власти у Индији. Студирао је на националном Универзитету у Каши Видиапита, где је дипломирао и добио звање Шастри. Потом се вратио у политику и као следбеник Гандија, био затваран неколико пута, али је стекао утицајне позиције у Конгресној партији Уједињених провинција, данашњем Утар Прадешу.
Шастри је два пута биран за члана парламента Уједињених провинција 1937. и 1946. године, а након стицања независности Индије, био је министар за унутрашње послове и саобраћај у Утар Прадешу. Улази у састав централног индијског парламента 1952. године и ускоро постаје министар за железницу и транспорт. Године 1961. именован је за министра унутрашњих послова где стиче репутацију вештог посредника. Три године касније, након Нехруове смрти Шастри постаје премијер 9. јуна 1964. године и наставља његову политику несврстаности и социјализма. Критикован због неспособности да се ефикасно носи са економским проблемима у Индији, али је стекао велику популарност и постао национални херој након победе у Индијско-пакистанском рату, који је вођен 1965. године због спорног региона Кашмира. Шастри је умро од срчаног удара након потписивања мировног споразума са пакистанским председником Ајуб Каном.

## Остало
Године 1965. Шастри је постао почасни грађанин Београда.